# Karens
Pour les articles homonymes, voir Karen.
Les Karens ou Karènes (autodénomination : Pwa Ka Nyaw Po), nommés Kariangs (thaï : กะเหรี่ยง) ou Yangs par les Thaïs, sont un groupe ethnique tibéto-birman de 4 à 5 millions de personnes, dont 10 %  environ vivent en Thaïlande et 90 % en Birmanie. Dans ce dernier pays, ils constituent en nombre la deuxième minorité ethnique après les Shan. La junte militaire birmane a été en conflit depuis 1948 avec la guérilla karen qui l’a accusée de nettoyage ethnique. Sa direction a signé avec le nouveau gouvernement birman de 2011 des accords de cessez-le-feu le 12 janvier 2012. Mais les combats recommencent en 2021 contre la junte birmane.

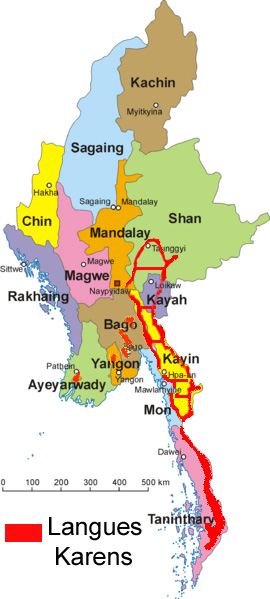
Les Karens en Birmanie.

## Localisation
Les Karens vivent majoritairement en Birmanie dans trois régions, au Sud-Ouest, dans le delta de l’Irrawaddy, au centre, dans le massif montagneux de Pegu Yoma, et à l'Est, dans les collines frontalières de la Thaïlande, depuis le sud de l’État Shan jusqu’au Tenasserim, les États Karen et Kayah étant les régions qui rassemblent le plus de Karens. Une minorité habite la Thaïlande, où ils sont présents tout au long de la frontière birmane, particulièrement nombreux dans la province de Tak, dans leurs villages d’origine et de plus en plus dans les camps de réfugiés. Ils seraient environ 3 800 000 dont 89 % au Myanmar et 11 % en Thaïlande. Quelques-uns se sont expatriés, particulièrement en Australie, à Singapour, aux États-Unis, au Canada et en Suède.
Ils constituent, après les Shans, la deuxième des minorités de Birmanie, mais il n’existe aucune statistique précise sur leur importance démographique, tant du fait de la situation politique instable que de l’enjeu que représentent les chiffres.

## Groupes ethniques
Les Karens ne constituent pas un peuple unifié, mais sont formés de divers sous-groupes aux langues étroitement apparentées. Le nom karen utilisé par les Anglais est la transposition du terme birman kayin qui n'a pas d’équivalent strict dans les langues karens. C'est le missionnaire baptiste Francis Mason (en) qui est à l'origine de cette transposition en 1866, notant que les Birmans l'appliquent à diverses tribus incultes habitant Burma et Pegou et le définissant lui-même comme « un peuple qui parle une langue d'origine commune, commodément appelée Karen, embrassant bien des dialectes et de nombreuses tribus ». Eux-mêmes se nomment Pra/Pwa K’gnaw en sgaw karen, Hploun Hpou en pwo karen, Keyè Li Hpou  ou Keya Li Hpou en kayah, ce qui signifie littéralement « les Hommes ». Les Môns les appellent Kareang ; les Thaï du Centre, Kariang ; ceux du Nord ainsi que les Shan les désignent du terme de Yang.

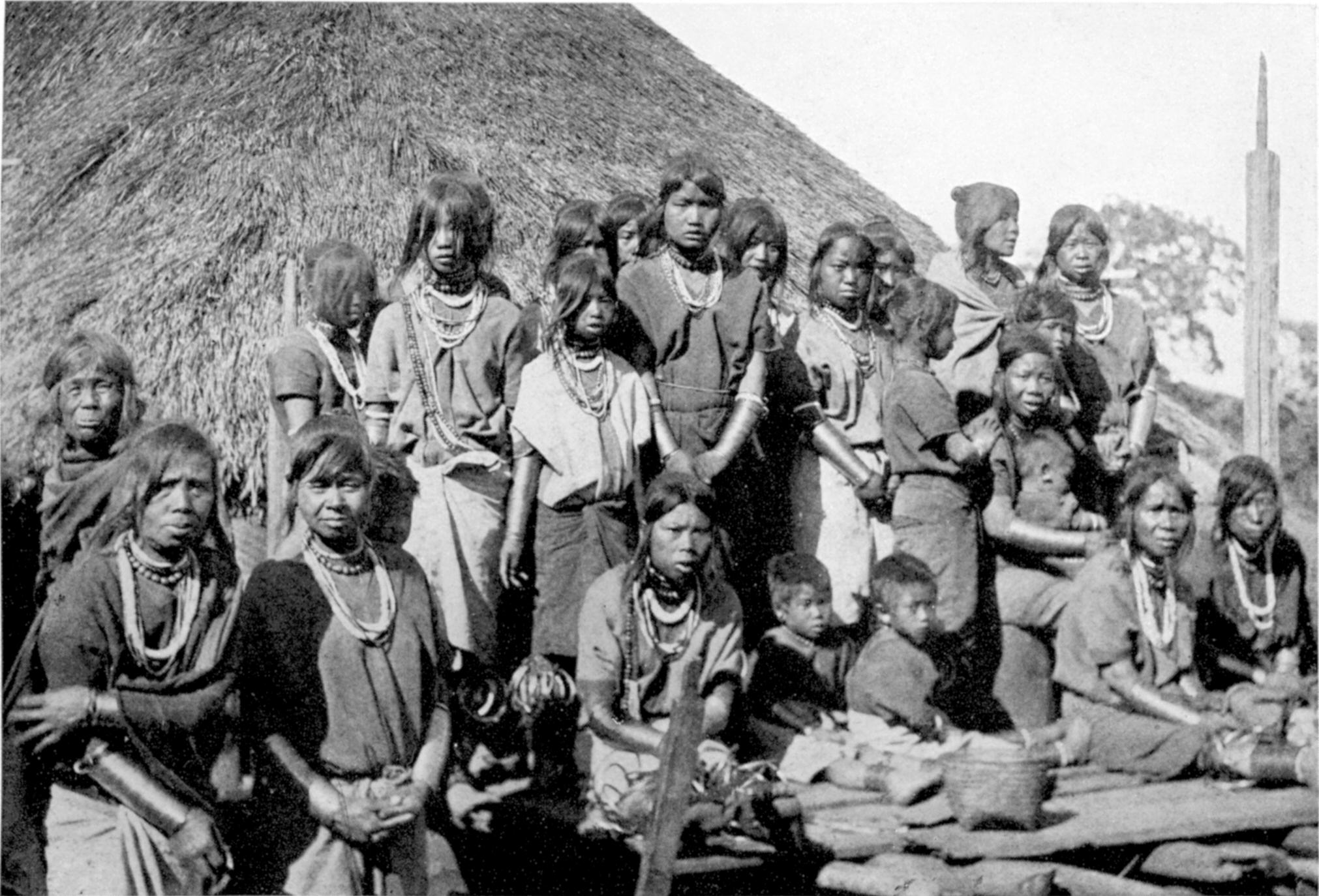
Femmes d'un village karen en 1922.

Le terme s’applique en fait à une mosaïque ethnique constituée d’une quinzaine de groupes ou sous-groupes d’importance très inégale en nombre et dont il est difficile d’établir aujourd’hui le degré d’apparentement, faute de données ethno-linguistiques suffisantes. Alors que les ethnologues distinguent quatre grands groupes : les Sgaw, les Pwo, les Kayah et les Pa-O (ou Taunghtu), un certain nombre de linguistes en proposent trois : les Sgaw, les Pwo et les Bwé, rattachant les Kayah à ces derniers et considérant le pa-o comme un dialecte pwo.
Les Sgaw constituent le groupe le plus important ; ils prédominent dans l’État Karen, mais habitent aussi des villages de part et d’autre de la frontière thaïlando-birmane depuis le sud du Shan jusqu’au Tenasserim ainsi que dans le delta de l’Irrawaddy et la région de Pegu. À quoi il faut ajouter les camps de réfugiés principalement concentrés autour de Mae Sot (Thaïlande, province de Tak). Ils sont estimés entre 1,5 et 2 millions. Ce nombre et les suivants, qui reprennent les données datant des années 1980, ne visent qu’à donner un ordre de grandeur. L’opposition karen fournit des chiffres plus élevés.
Viennent ensuite les Pwo qui vivent d’une part dans le delta de l’Irrawaddy (Pwo occidentaux) et d’autre part dans les mêmes régions frontalières que les Sgaw (Pwo orientaux), environ 1 million au Myanmar et peut-être 50 000 en Thaïlande.
Ces deux groupes constituent à eux seuls 80 à 85 % de l'ensemble des Karens.
Les Kayah, appelés aussi Karenni (ou Karens rouges) du fait du châle à rayures rouges qu’ils portent traditionnellement, habitent l'État birman du même nom (environ 500 000). Les femmes kayah ont pu être qualifiées de « femmes éléphants » parce que l’usage voulait qu’elles s’entourent les jambes d’anneaux de coton laqué. Quant aux Padaung, autre sous-groupe de Kayah, ils sont (ou étaient) connus pour leurs « femmes-girafes » au cou entouré d’anneaux de cuivre ou de laiton. Les Geba, très petit groupe, leur sont apparentés.
Les Pa-O ou Taung Thu ou Karens noirs (environ 550 000) ont subi l’influence des Shan, dans l'État duquel ils vivent très majoritairement, et ils n’éprouvent pas de sentiment d’appartenance au peuple karen, malgré leur langue proche du Pwo oriental qui les y rattache.
On dénombre également plusieurs autres petits groupes : Brghe (ou Bwe), Paku, etc., dont l’apparentement aux groupes plus importants est discuté.

## Histoire

### Quelques dates
- 700 av. J.-C. : arrivée des Karens en Birmanie (source inconnue et invérifiable).
- XIIe : premières mentions des Karens sur une stèle commémorative môn.
- XVIIe - XVIIIe : guerres birmano-thaïes, premières migrations de Karens en Thaïlande.
- 1822 : conversion de Ko Tha Byu (en) par le Dr Judson.
- XIXe : de nombreux Karens sont convertis et forment l’élite des cadres coloniaux britanniques.
- 1942-1945 : invasion japonaise, nombreux pogromes contre les Karens. Les Birmans collaborent alors que les Karens forment des maquis probritanniques.
- 1948 : indépendance de la Birmanie, les Karens réclament leur indépendance et menacent Rangoon. Fondation de l'Union Nationale Karen (KNU) par Saw Ba U Gyi (en), un avocat formé à Oxford.
- 1953 : assassinat de Saw Ba U Gyi.
- 1962 : coup d’État du général Ne Win, instauration de la dictature.
- 1988 : manifestations prodémocratiques violemment réprimées dans toute la Birmanie. Des milliers d’étudiants rejoignent la résistance karen.
- 1994 : scission de la DKBA manipulée par Rangoon.
- 1995 : chute du QG historique de Manerplaw.
- 2000-2007 : nombreuses négociations de paix avortées, notamment à cause des actions répressives de militaires birmans sur le terrain.
- 2006 : mort du général Bo Mya, président de la KNU.
- 2007 : nouvelles scissions ; la Thaïlande renvoie un grand nombre de réfugiés en Birmanie.
- 2008 : assassinat du secrétaire de la KNU, Pa Doh Mahn Sha, Pwo bouddhiste favorable à l'unité.

### Des origines auXVIIIesiècle
Vraisemblablement originaires du Yunnan et plus anciennement des hauts plateaux tibétains, les Karens font partie des peuples qui, peut-être à cause de l’expansion des Han, ont en plusieurs vagues migré vers le sud en empruntant les vallées du Mékong, du Salween et de l’Irrawaddy.
Selon la tradition orale, l'Histoire karen commence par une grande migration depuis "la grande rivière de sable" menée par le héros Tumeipa. Selon certains exégètes, il s'agirait du désert de Gobi. Parvenus en Birmanie en trois vagues successives vers le début de l'ère chrétienne, les Karens s'implantèrent dans un premier temps dans les plaines dont ils furent chassés par les colonisations ultérieures Môn, Pyu et Bamar. Contrairement à leurs voisins Shans ou Kachins, ils ne parvinrent jamais à faire émerger de proto-états.
Tout au long de leur histoire, les Karens ont été tributaires de la politique des États dominants qui les ont combattus ou ont cherché à les assimiler. Leurs territoires ont été successivement le théâtre d’affrontements entre Môns et Birmans, Birmans et Thaïs, Birmanie et Empire britannique. Par ailleurs, le Myanmar, où vit l’immense majorité d'entre eux, a, depuis son indépendance, pour préoccupation majeure le maintien de la cohésion interne d’un pays où cohabite avec l’ethnie dominante un tiers de la population composée de multiples peuples non birmanophones, voire non bouddhistes, et cette politique ne fait que renforcer les aspirations nationalistes.
Les royaumes conquérants de Bagan (XIe-XIIIe siècles) et leurs successeurs se sont livrés à des déportations de populations, que les Karens ont subies comme d’autres ethnies minoritaires. À vrai dire, les données sont maigres : une inscription de la région de Bagan (vers 1235) comporte le terme de Karian ; d’autres inscriptions contemporaines, mentionnant plusieurs peuples auxquels appartenaient des esclaves offerts ou libérés à l’occasion de constructions religieuses, y font figurer des Cakraw et des Plaw qu’un auteur birman considère comme étant des Sgaw et des Pwo Karen.
Au XIIIe siècle, les Sgaw, repoussés par les Birmans, se réfugient dans les monts Yoma (région de Pegou), cependant que les Pwo semblent avoir connu un sort meilleur, aussi longtemps qu’ils ont vécu sous l’influence des Môns, qui ont régné sur la basse Birmanie en étant à la tête du royaume de Pegou jusqu’en 1539. Aujourd’hui encore les Birmans distinguent Pwo et Sgaw en appelant les premiers Talaing Kayin (Karens môns) et les seconds Bama Kayin (Karens birmans).
L'affaiblissement de la dynastie birmane Toungou entraîne vers 1740 des soulèvements populaires de Môns, de Birmans, de Karens et ouvre une période troublée génératrice de massacres. Pendant la dynastie Konbaung les Birmans qui finiront par s’emparer d’Ayutthaya s’affrontent aux Siamois ; les villages karens sont dévastés, de multiples exactions sont commises : enrôlements, travail forcé, déportations. Chassés une nouvelle fois de leurs résidences, beaucoup de Karens s’enfuient vers le Siam où ils sont d’ailleurs incités ou contraints à s’installer par les souverains ou leurs vassaux qui les chargent d’assurer la sécurité de la frontière. C’est le cas, après la reprise de Chiang Mai par les Thaïs (1774), de Chao Kawila, vassal du roi Taksin, vice-roi de la Thaïlande du Nord, qui adopte cette politique pour repeupler son territoire dévasté par les guerres. Les Sgaw qui vivent aujourd'hui sur les pentes de la vallée de la Ping sont probablement les descendants de ces migrants.
Les Karens ont aussi volontairement essaimé dans les zones frontalières de la Thaïlande centrale, inhabitées ou dépeuplées à la suite d’invasions birmanes. Les Annales thaïes signalent que le roi Rama Ier (1782-1809) a encouragé l’installation de Môns et de Karens dans la région de Sangkhlaburi.
La notion de zomia permet de mieux appréhender une partie des conflits, pré-coloniaux, coloniaux et post-coloniaux, d'antagonismes et de complémentarités entre des zones (basses terres) sous contrôle gouvernemental à économie de riziculture irriguée et zones (hautes terres) hors contrôle gouvernemental : Zomia (2009).

### XIXesiècle: aspirations nationales en Birmanie et début d’assimilation en Thaïlande
Les Kayahs ou Karenni se sont différenciés, peut-être bien avant le XIXe siècle, des autres groupes en créant de petites principautés sur le modèle des Shans, leurs voisins, dirigés par les Saophas, indépendants des souverains birmans à qui ils n'ont jamais payé tribut. En 1875 le roi birman Mindon et la Grande-Bretagne reconnaissent l'indépendance des États Karenni. Seigneurs locaux au pouvoir instable, ils règnent sur des territoires, limités parfois à une bourgade et ses environs, qu’ils n'administrent pas vraiment. Kantarawadi, Kyebogyi, Ngwe Dawng, centre de fabrication de gongs exportés dans tout le pays Karen et au Laos, ont ainsi constitué des principautés Kayahs en état de guerre quasi permanent avec les Birmans et les Shans, dans le but en particulier de contrôler le commerce d'esclaves et du teck. L'occupation anglaise à la fin du siècle met fin à ces conflits.
En Thaïlande, les successeurs de Rama Ier poursuivent sa politique en incitant les Karens, Pwo principalement, à s'installer le long de la frontière depuis la Province de Tak jusqu'à celle de Petchaburi. Rama IV se proclame « Roi des Karens » ; Rama V (1868-1910) entreprend des tournées dans son pays et visite plusieurs colonies Karens dont les habitants deviennent des citoyens thaïs, payant des impôts, élisant leurs chefs de village et de sous-districts. Ainsi beaucoup s’assimilent, gagnent les villes, sont scolarisés, entrent dans la police et l'armée, adoptent le bouddhisme et leur niveau de vie rejoint celui des Thaïs. Certains s'enrichissent en vendant des produits rares destinés à l’exportation tels que bois précieux (aquilaria), cornes de rhinocéros, défenses d'éléphant.
En Birmanie, deux événements marquants ébranlent la vie des Karens : l’arrivée des missionnaires chrétiens et la colonisation. En 1813 un couple de baptistes américains, Adoniram et Ann Judson, s’installent près de Moulmein, ouvrant la voie à une période d’évangélisation des minorités chin, kachin et karen.
Dix ans plus tard se déclenchent les guerres anglo-birmanes qui se concluent au début de 1886 par le rattachement de la Birmanie à l’Empire des Indes britanniques. Au contraire des régions à majorité birmane (Ministerial Burma) administrées directement par un gouverneur, les États montagnards (Taungdan Daytha, en birman), et en particulier les zones frontalières (Frontier Areas) demeurent autonomes : ni les Karens, ni les principautés Karenni ne sont inclus dans la colonie et les uns comme les autres conservent leurs droits coutumiers. De ce fait, les Karens coopèrent avec les britanniques. Certains, comme les Cipayes indiens, s’enrôlent dans les troupes auxiliaires et jouent un rôle déterminant dans l'écrasement de rébellions qui éclatent en basse Birmanie en 1886 et, plus tard, contre celle menée par Saya San en 1932 ; incités à la fois par les missionnaires et les occupants qui les chargent de sécuriser les zones forestières qu'ils comptent exploiter, nombreux sont ceux qui redescendent dans les plaines de basse Birmanie et du Tenasserim qu'ils avaient fuies lors des guerres birmano-thaïes. Experts dans l’abattage du bois et la conduite des éléphants, ils trouvent là de nouvelles ressources et jouent un rôle d'intermédiaires dans le commerce du teck que l'ouverture du port de Moulmein rend florissant.
Un certain nombre fréquente les collèges dirigés par les Baptistes, dont celui de Yangon (Rangoon) fondé en 1875 et qui sera baptisé « Le Collège Karen », puisque beaucoup y seront scolarisés. « On pourrait dire que les Karens ont bénéficié d’un court répit durant la période du Régime Britannique », estime la KNU dans son Histoire Karen.
Ces circonstances ont pour effet de creuser davantage encore le fossé qui sépare de longue date Birmans et Karens et qu'auraient peut-être contribué à réduire un développement des moyens de communications et un renforcement des liens économiques entre les Collines et les Plaines ; tel sera du moins l'avis après guerre du Directeur de la FAA (Frontiers Areas Administration), H.N.C Stevenson. Dès 1881 a été fondée, surtout par des convertis au christianisme, la Karen National Association qui considère l'occidentalisation comme un facteur favorable à l'amélioration du niveau de vie, l'épanouissement personnel et l'unification nationale.

### XXesiècle

#### Naissance du Myanmar: Les revendications nationalistes
En avril 1937, l'autonomie de la Birmanie, détachée de l'Empire des Indes, a pour conséquence l'instauration d'un système législatif bicaméral : sur les 132 membres de la chambre basse 12 sont élus par les Karens, mais ces timides tentatives pour intégrer à la Birmanie des peuples qui ne l'ont jamais été - même s'ils en ont subi la suzeraineté - vont être anéanties par l'invasion japonaise et l'accession à l'indépendance de l'Union birmane.
Au contraire des indépendantistes birmans menés par Aung San, qui voient à tort dans l'armée japonaise une alliée qui les libérera du joug britannique, les Karens prennent massivement parti pour les Anglais et sont victimes des exactions commises en 1942 par l'armée nationale birmane, qui prête main-forte à l'envahisseur, et ce jusqu'à sa dissolution.
Après la guerre, alors que les négociations s'engagent entre Birmans et Anglais, les Karens revendiquent la création d'un État Karen autonome auprès de la Grande-Bretagne, puis des premiers dirigeants du Myanmar, Aung San, puis U Nu.

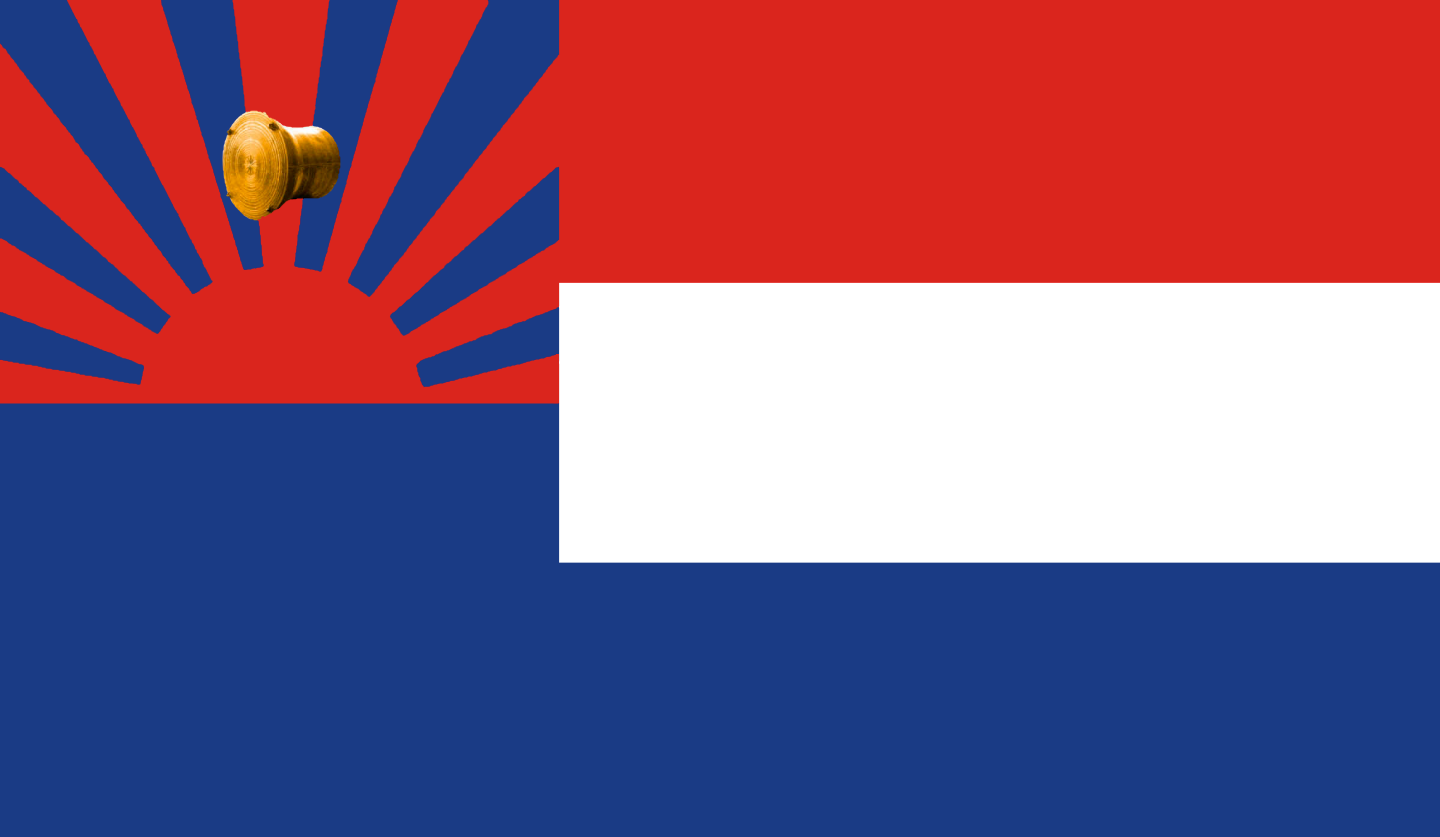
Drapeau de l'Union nationale karen.

En octobre 1945 a lieu un grand rassemblement de Karens à Yangon (Rangoon) ; en août 1946 une mission de bons offices dirigée par Saw Ba Gyi se rend à Londres et échoue, le gouvernement britannique refusant de disjoindre l'avenir des Karens de celui des Birmans. L'Union nationale karen (Karen National Union) fondée en février 1947 réclame désormais un État indépendant de la Birmanie, mais membre du Commonwealth, incluant toutes les régions où les Karens sont majoritaires, ce qui englobe une partie des États fédérés de l'Irrawaddy et la côte du Tenasserim. La Conférence de Panglong qui prépare quelques jours plus tard l'organisation du futur Myanmar en réunissant Aung San, président du gouvernement birman intérimaire, et les minorités ethniques - où quatre observateurs Karens sont présents - s'en tient aux principes généraux d'un État Fédéral et d'une administration autonome des régions frontalières, tout en préparant les élections de l'Assemblée constituante où les minorités sont sous-représentées : sur les 255 sièges, 45 seulement étaient réservées à l'ensemble des régions frontalières. Aussi la KNU et les Karennis boycottent-ils les élections. Cependant des désaccords entraînent une scission de la K.N.U : Les membres favorables à la création d'un état autonome à l'intérieur de l'Union, s'en séparent pour créer la K.Y.O. (Karen Youth Organization) avec à leur tête Mahu Ba Khaing ; la majorité, fidèle à Saw Ba Gyi, réclame un état extérieur à l'Union et crée une milice armée en juillet 1947, la K.N.D.O., future K.N.L.A. (Karen National Liberation Army). Le 24 septembre 1947, à la veille de l'indépendance du Myanmar, la Constitution met en place un système parlementaire et un fédéralisme limité reconnaissant l'existence d'un État Kachin, d'un État Karenni, rebaptisé en octobre 1951 "Kayah", du nom du groupe ethnique majoritaire, et d'un État Shan, avec pour ces deux derniers un droit de sécession au terme de dix ans ; elle n'envisage pas l'existence d'un État Karen ni d'un État Môn, au prétexte qu'ils n'existaient pas avant la colonisation. Une Chambre Haute représente les nationalités : sur 125 sièges 25 reviennent à l'État Shan, 24 aux Karens, 12 à l'État Kachin, 8 aux Chin et 3 à l'État Karenni.

#### Menaces de marginalisation en Thaïlande
Dans la première partie du XXe siècle, la situation des Karens tend à se détériorer. Les zones frontalières, perdant de leur intérêt stratégique et économique, sont délaissées par les souverains Thaïs, alors que la population augmente. Il en résulte un appauvrissement dans le Nord-Ouest, d'autant qu'à partir du règne de Chulalongkorn-Rama V (1876-1916), le Royaume renforce sa centralisation en plaçant les minorités ethniques sous administration directe. Tous les responsables locaux de niveau supérieur au village sont des fonctionnaires dépendant de Bangkok. Sans doute des Karens du centre, surtout des Pwos Bouddhistes, s'assimilent-ils, adoptant la langue Thaï et contractant des mariages mixtes, mais la majorité qui vit dans les villages reculés du Nord-Ouest rejettent le pouvoir de fonctionnaires étrangers réclamant des impôts et l'établissement d'une administration moderne. Des émeutes ont lieu, qui concernent d'ailleurs aussi des paysans thaïs; des villageois fuient leurs villages et se réfugient dans la jungle.
À ces problèmes s'ajoute une politique nationaliste qui exalte la Nation Thaï et réduit toutes les minorités ethniques appelées globalement ชาวเขา / chao kǎo, c'est-à-dire tribus montagnardes ("hill tribes") à une image stéréotypée de tribus primitives, hostiles et productrices d'opium.
Cette politique n'évolue que dans les années 1960. Pour repousser le danger communiste aux frontières, rendu plus inquiétant par la situation au Viêt Nam, et préserver les ressources naturelles, en particulier forestières, mises à mal par la traditionnelle culture sur brûlis, le gouvernement thaïlandais prend des mesures en faveur principalement des Hmongs et d'autres minorités cultivant l'opium, mais dont les effets profitent aussi aux Karens.

### De l'indépendance du Myanmar à la fin duXXesiècle: lutte contre l'occupant birman
Les dirigeants Karen qui n'ont pas obtenu satisfaction par la voie légale vont bientôt, comme d'autres minorités ethniques du Myanmar, passer à la lutte armée pour obtenir leur État qu'ils appellent le Kawthoolei. Les multiples insurrections qui éclatent dans tout le pays favorisent d'abord leur action, mais la prise en mains du pouvoir par les militaires tourne à leur désavantage.
La K.N.D.O se soulève en août 1948 en même temps que les nationalistes Môns du M.N.D.O. Alors que le soir de Noël, l'attaque à la grenade par les forces de police auxiliaires de plusieurs églises dans la Division de Magway fait plus de 80 morts, les bataillons karens et un bataillon des Kachin Rifles de l'armée birmane font défection et rejoignent la K.N.D.O. Dans les premiers mois de 1949, la rébellion occupe la totalité de l'État Kayah, le sud de l'État Shan, les zones Karens frontalières, la province de l'Irrawaddy, les villes de Thaton, de Taunggyi et menace Yangon en s'emparant de Insein, toute proche. Mandalay est également entre les mains de la K.N.D.O. pendant un mois. Le chef d'état-major de l'armée birman, le général Smith-Dun, d'origine karen, est démis de ses fonctions et remplacé par le général Ne Win (31-01-49) qui réduit le nombre de troupes auxiliaires issues des minorités, considérées désormais comme peu sûres. Malgré d'autres révoltes, celles des Kachin, de groupes communistes, d'anciens guerilleros antijaponais, le Pouvoir finit par reprendre la situation en main, bien qu'au début des années 1950 la K.N.D.O. contrôle encore des régions du delta, de l'est du Sittang et du Tenasserim. La création d'un État Karen en septembre 1952 ne répond pas aux revendications de la KNU, car il n'est pas question des communautés du delta particulièrement nombreuses (d'où les derniers rebelles ne seront chassés qu'en 1971). Avec l'aide de la KNU naît en 1956 une organisation karenni combattante, le K.N.P.P. Néanmoins, certains habitants qui vivent dans les régions non contrôlées par la KNU se rallient et le nouvel État Karen est occupé par l'armée en 1954. Le gouvernement du général Ne Win qui s'empare du pouvoir en 1962 édicte des lois centralisatrices qui abolissent le peu d'autonomie dont disposaient les minorités et la Constitution de 1973 ne fait que légaliser le règne des militaires.
Pour lutter contre la toute-puissance de la junte au pouvoir et de son armée, la KNU, sous la direction du général Bo Mya, noue des alliances avec d'autres groupes combattants.
En 1975 et 1976, deux conférences, réunissant les minorités ethniques unies à la fois contre la junte birmane et la progression de la rébellion armée du Parti Communiste, réclament la restauration de la démocratie, la création d'une nouvelle Union des Nationalités fondée sur l'autodétermination et réaffirment la nécessité de poursuivre la lutte armée en fondant le N.D.F. (National democratic Front). Le gouvernement de Ne Win, qui nationalise les principaux secteurs de l'Économie et étouffe toute liberté d'expression, s'efforce vainement d'affaiblir ces mouvements par l'instauration d'un système socialiste.
Dans la décennie 1984-1994, la KNU, fer de lance de la lutte armée contre la junte, poursuit sa politique d'ouverture pour tenter de se renforcer, mais l'armée birmane contrôle de plus en plus de territoires. D'autre part, la Thaïlande qui jusque-là laissait volontiers les rébellions installer leurs bases arrière sur son territoire et fermait les yeux sur leur approvisionnement en armes contre bois de tek, métaux et pierres précieuses, se rapproche du Myanmar dans les années 1990 pour des raisons politiques et économiques et n'autorise plus que des camps de réfugiés civils rigoureusement surveillés. L'armée gagne du terrain, réquisitionnant comme porteurs et cantonniers les villageois des zones occupées, recourant à l'intimidation et à la violence pour obtenir des renseignements. La concession de zones d'exploitation forestière à la Thaïlande qui entraîne la construction de routes résistant à la mousson ainsi qu'un survol des concessions par l'aviation Thaï facilite la surveillance des zones frontalières où se trouve concentrée la résistance Karen.
Les événements du 8-8-88 entraînent le rapprochement entre combattants ethniques et plusieurs mouvements d'opposition birmans, en particulier d'étudiants et de moines bouddhistes, qui forment en novembre 1988 la D.A.B. (Democratic Alliance of Burma), présidé par le général Bo Mya avec pour objectif l'établissement d'un gouvernement démocratique et d'un État authentiquement fédéral, objectifs précisés dans les accords de Manerplaw en juillet 1992 : les États fédéraux composant le Myanmar seraient dotés de pouvoirs administratifs, judiciaires et législatifs ; l'Armée passerait sous l'autorité d'un gouvernement démocratique. Fin 1988, début 1989, le N.D.F., fort de 25 000 hommes contrôle encore une grande partie de la frontière. Mais c'est aussi l'époque où la répression accrue de l'armée provoque un raz-de-marée vers la Thaïlande de réfugiés ethniques et politiques qui n'a pas cessé depuis.

### Lutte armée dans l'impasse
Dans les années suivantes, la toute-puissance de la junte et la suprématie de l'armée affaiblit la KNU et favorise les divergences entre combattants. La stratégie anti-guerilla dite des quatre éradications est mise en place : elle consiste à priver la rébellion de renseignements, de vivres, de recrutement, de financement. La présence militaire birmane se fait d'autant plus sentir qu'à la lutte contre la rébellion s'ajoute la surveillance d'un gazoduc reliant le golfe de Martaban et la Thaïlande passant en territoire Karen, construit par les sociétés française TotalFinaElf, américaine Unocal, thaïlandaise PTTEP et la MOGE, société nationale birmane entre 1995 et 1999 dans des conditions qui conduisent probablement à de nouvelles violations des droits de l'homme.
Le gouvernement décide en 1993 d'une trêve unilatérale, invitant les groupes combattant à déposer les armes; l'année suivante, la Democratic Buddhist Karen Organization (D.B.K.O), branche divergente de la KNU, critique les positions extrémistes des leaders chrétiens et signe un accord avec le Pouvoir. Avec son appui, l'Armée s'empare en janvier 1995, de Manerplaw, la « capitale » de la K.N.U, ; les troupes Karen, acculées aux frontières, perdent le contrôle des échanges commerciaux avec la Thaïlande, de teck et d'antimoine en particulier sur lesquels elles prélevaient des taxes, source de revenus.
Une nouvelle offensive forte de 100 000 hommes en 1997 aboutit au contrôle par l'Armée de la totalité de la frontière. Le K.N.P.P. qui occupait jusqu'alors la moitié orientale de l'État Kayah renonce à la lutte armée et signe un cessez-le-feu en 1999. En janvier 2004, Bo Myo signe un Gentlemen's agreement avec le Premier Ministre, le général Khin Nyunt, prévoyant un arrêt des hostilités, mais celui-ci est peu après démis de ses fonctions et les combats contre la guerilla se poursuivent. L'Armée lance des opérations contre les zones noires mobiles, interdites aux étrangers et soumises au couvre-feu, où la majeure partie de la population se réfugie périodiquement dans la jungle pour éviter les représailles, à moins qu'elle ne gagne, de plus en plus nombreuse, les camps de réfugiés en Thaïlande qui forment désormais comme un chapelet tout au long de la frontière.
La dernière offensive d'importance de la KNU a eu lieu en mars-Avril 2006 à l'Est de la division de Bago et au Nord de l'État Karen. Depuis ses positions se sont encore affaiblies, une brigade a signé en 2007 un cessez-le-feu séparé avec la junte birmane ; elle se dit prête à engager des négociations en terrain neutre sous l'égide de la Thaïlande, mais des propositions de ce genre ont toujours échoué sur le préalable posé par l'Armée du dépôt des armes. Par ailleurs, l'assassinat en février 2008 du secrétaire général de la KNU, Pa Doo Mahn Sha, Pwo et bouddhiste, qui favorisait l'unité interne de l'organisation, dominée par des Sgaws chrétiens, risque d'aggraver les tensions et les dissidences. Les actions de guerilla qui persistent et la nature dictatoriale du régime de Nay Pyi Daw entretiennent un climat de terreur dans les poches de résistance situées le long de la frontière dans les États Kayah et Karen,.

### Nouvelle donne (2011-2018)
Le changement de régime au Myanmar en 2011 a permis la signature d'accords de cessez-le-feu entre le gouvernement birman et les responsables de la KNU le 12 janvier 2012 à Hpa-An. Ils sont confirmés par le Nationalwide Ceasefire Agreement (Accord de cessez-le-feu national) conclu entre le gouvernement et huit groupes insurgés dont la KNU.Toutefois, les Karens se montrent très sceptiques vis-à-vis du nouveau gouvernement ainsi que de l'opposition. Les préjugés raciaux des Birmans, les propos d'Aung San Suu Kyi sur les minorités, qu'ils considèrent comme trop vagues, les incitent à la vigilance tant qu'ils ne pourront pas compter sur une autonomie pleine et entière. Dans les zones libérées le long de la frontière thaï, de jeunes combattants continuent à s'entraîner. L'envoi en mars 2018 de quatre cents soldats pour construire une route reliant deux bases militaires dans le district de Papun tenu par la KNU provoquent quelques affrontements qui cessent lorsque l'armée abandonne temporairement son projet et retire ses troupes.

### Situation actuelle
Les Karens connaissent aujourd'hui des conditions de vie très différentes selon leurs lieux de résidence : zones occupées par l'armée birmane, villages montagnards, côté thaï ou birman, camps de réfugiés, diaspora.
Dans le Nord de l'État Karen (District de Papun), des combats se sont poursuivis jusqu'en 2011 contre la KNU, menés conjointement par l'armée et la D.B.K.A. devenue son alliée. Tirs de mortier, enrôlements et travaux forcés, extorsion de terres et de vivres sont le lot quotidien de bien des villageois. Certains se réfugient dans la jungle, passent la frontière ; les autres sont regroupés dans de nouveaux villages construits de toutes pièces. Le S.P.D.C. peut ainsi contrôler ces populations et procéder à des enrôlements dans les milices locales. Même si certains de ces villages offrent des services de santé et d'alphabétisation, la plupart des relocalisations s'accompagnent d'une détérioration des conditions de vie : beaucoup de paysans, désormais sans terre, travaillent pour des salaires de misère sur des exploitations relevant de l'économie nationale, productrices de caoutchouc ou de sésame. Sur le plan de la sécurité, les conditions se sont améliorées après les accords de cessez-le-feu de 2011.

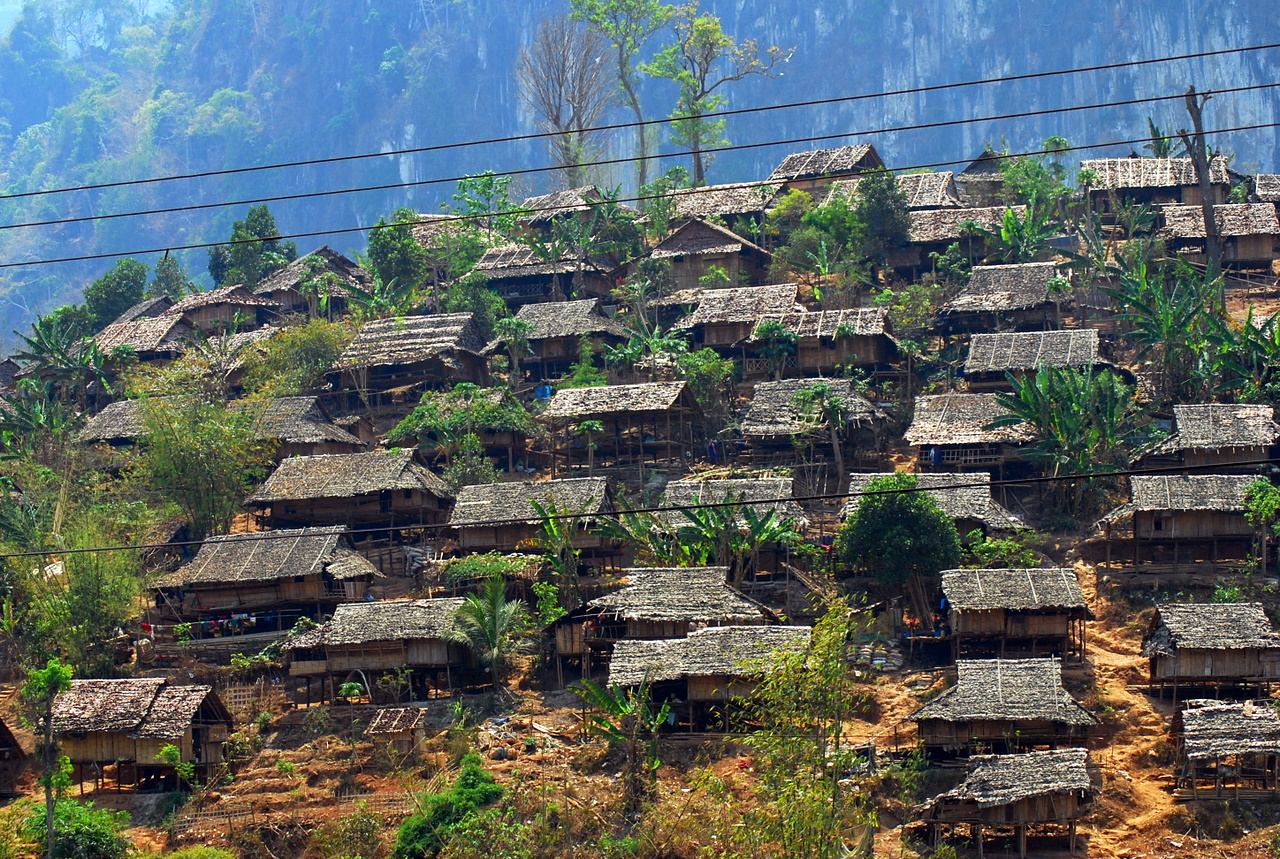
Camp de réfugiés karen à Mae La dans la province de Tak (Thaïlande).

 Les militaires birmans sont moins nombreux et leur présence moins pesante. Dans les zones où sont retranchés les combattants karen et où vivent environ un million de Karens, la KNU a mis en place une administration parallèle qui organise quelques services de santé et d'éducation en particulier. La perception de taxes sur le commerce transfrontalier avec la Thaïlande demeure la source de revenus majeurs, à laquelle s'ajoutent des dons des communautés expatriées.
À partir de 1984, des camps de réfugiés ont été installés en Thaïlande le long de la frontière pour une dizaine de milliers de personnes. En juillet 2007, il y avait, selon le Comité des réfugiés Karens, quelque 140 000 personnes réparties dans sept camps principaux qui vivent du soutien financier de l'Union européenne, des États-Unis, d'une aide de base du Thailand Burma Frontier Consortium et de services organisés par diverses O.N.G en matière d'hygiène, de santé et d'éducation. La qualité des équipements et des services, les contraintes varient d'un camp à l'autre, en particulier le droit ou l'interdiction de sortir, et donc de trouver un travail en Thaïlande. Le camp de Mae La, à environ soixante kilomètres de Mae Sot, est le mieux équipé. Les années passant, le risque est grand de faire de ces réfugiés des personnes prisonnières de leur condition d'assistés ; cependant, ayant souffert les mêmes épreuves infligées par le même ennemi, elles développent des sentiments de solidarité qui renforcent leur identité nationale, d'autant que les enfants peuvent y apprendre le Sgaw Karen et que drapeau et hymnes nationaux y sont célébrés, du fait de la présence de la KNU
La majorité des Karens vit au sein de la société birmane, dans le delta de l'Irrawaddy et les grandes villes, Rangoon, Mandalay, Pa-An, Moulmein. Beaucoup sont apolitiques ou rejettent les méthodes et objectifs de la KNU La plupart n'ont pas connu la violence et l'insécurité, certains se sont élevés dans l'échelle sociale, mais nombre d'entre eux, paysans, pêcheurs, petits commerçants partagent le sort des Birmans défavorisés, avec lesquels ils peuvent entretenir des relations amicales. Néanmoins ils continuent d'éprouver un fort sentiment d'identité et d'appartenance à une minorité nationale. Il est difficile de savoir s'ils sont victimes de discrimination. Il semble qu'ils puissent accéder, exception faite de la carrière militaire, à des niveaux élevés dans bien des domaines, à condition de ne pas exprimer une opposition politique, mais la situation des Birmans n'est guère différente. Des Karens sont victimes d'injustice dans l'obtention d'un travail, mais eux-mêmes ont du mal à en donner la cause ; discrimination ethnique et/ou corruption et clientélisme ? Face à un pouvoir peu enclin à la diffusion des langues et cultures minoritaires, diverses organisations, le plus souvent religieuses (mais il existe aussi une Association Littéraire et Culturelle laïque) jouent un rôle essentiel. La Karen Baptist Convention est particulièrement active. Certes le prosélytisme est son objectif fondamental, mais c'est dans ses treize Écoles bibliques et séminaires ainsi que dans ses camps d'été que des Karens ont appris leur histoire et leur langue, principalement le Sgaw. La principale de ces institutions, le K.B.T.S. se trouve à Insein, dans la banlieue de Yangon. Qu'elles soient bouddhistes ou chrétiennes, ces associations contribuent à resserrer les liens entre Karens et à maintenir ou renforcer leur identité.

## Caractéristiques linguistiques et écriture
Les langues karéniques appartiennent à la branche tibéto-birmane des langues sino-tibétaines ; elles ont été plus ou moins influencées par les langues environnantes, le birman, le thaï ou le môn. Leur diversité en matière de phonétique et de lexique est assez marquée pour entraîner l'incompréhension entre plusieurs d'entre elles. C'est le cas, par exemple entre le Pwo occidental et le Pwo oriental. La dispersion géographique, l'absence d'organisation politique supra-villageoise, les obstacles historiques à la constitution d'une unité nationale ont empêché l'émergence d'une langue unifiée, phénomène caractéristique de bien des minorités ethniques. Du fait du nombre de ses usagers, le Sgaw est la langue la plus largement répandue, comprise par un certain nombre de Pwos, celle dans laquelle "la nation Karen" s'exprime, combat, défend sa culture. Un hymne national, un texte sur le drapeau Karen ont été écrits en Sgaw. Il existe plusieurs sites Internet dans cette langue.
Seules sont écrites le Sgaw et le Pwo. Deux systèmes ont été créés au XIXe siècle. L'un appelé "monastic script", basé sur l'écriture môn a été mis au point par les monastères bouddhistes qui continuent à l'enseigner, en particulier dans l'état Karen ; l'autre "mission script", basé sur l'alphabet birman est utilisé par les Pwo de l'ouest et par les Sgaw. Il a été élaboré vers 1840 par un missionnaire baptiste américain, le Dr Jonathan Wade, qui a publié un dictionnaire Anglais-Karen en 1883. En 1841, le DrMasson lance un mensuel, le Hsar Du Ghaw qui ne disparaîtra qu'avec l'invasion japonaise. Les Karens Catholiques de Thaïlande utilisent un alphabet romain adapté par les missionnaires français dans les années cinquante.
Enfin, la secte Leikei, qui compte une vingtaine de milliers d'adeptes, utilise une écriture particulière appelée "grattements de poules", vraisemblablement mise au point par le fondateur de la secte au XIXe. Bien qu'elle soit complaisamment présentée comme "authentiquement karen", son fonctionnement est très certainement inspiré de l'écriture Mon. 

## Religions
La religiosité, voire le mysticisme, occupe une place importante chez les Karens. À l'origine exclusivement Animistes, les peuples karenniques ont subi le prosélytisme de nombreuses religions, à commencer par le Bouddhisme. Bien qu'il n'existe aucune statistique fiable et que l'appartenance religieuse soit l'objet de luttes de pouvoir (l'Animisme n'est pas reconnu comme une religion en Thaïlande et les deux pays mènent une politique d'assimilation par la religion), on pourra estimer à 15 % les animistes ou traditionalistes, 15 à 20 % de chrétiens toutes obédiences confondues, le restant étant bouddhiste. Cependant, nombre de Karens se déclarant d'une religion « officielle » pratiquent l'Animisme dans l'intimité familiale. Si les divers courant protestants tendent à diaboliser les pratiques Animistes, le Bouddhisme cohabite aisément avec les croyances traditionnelles.

### Animisme

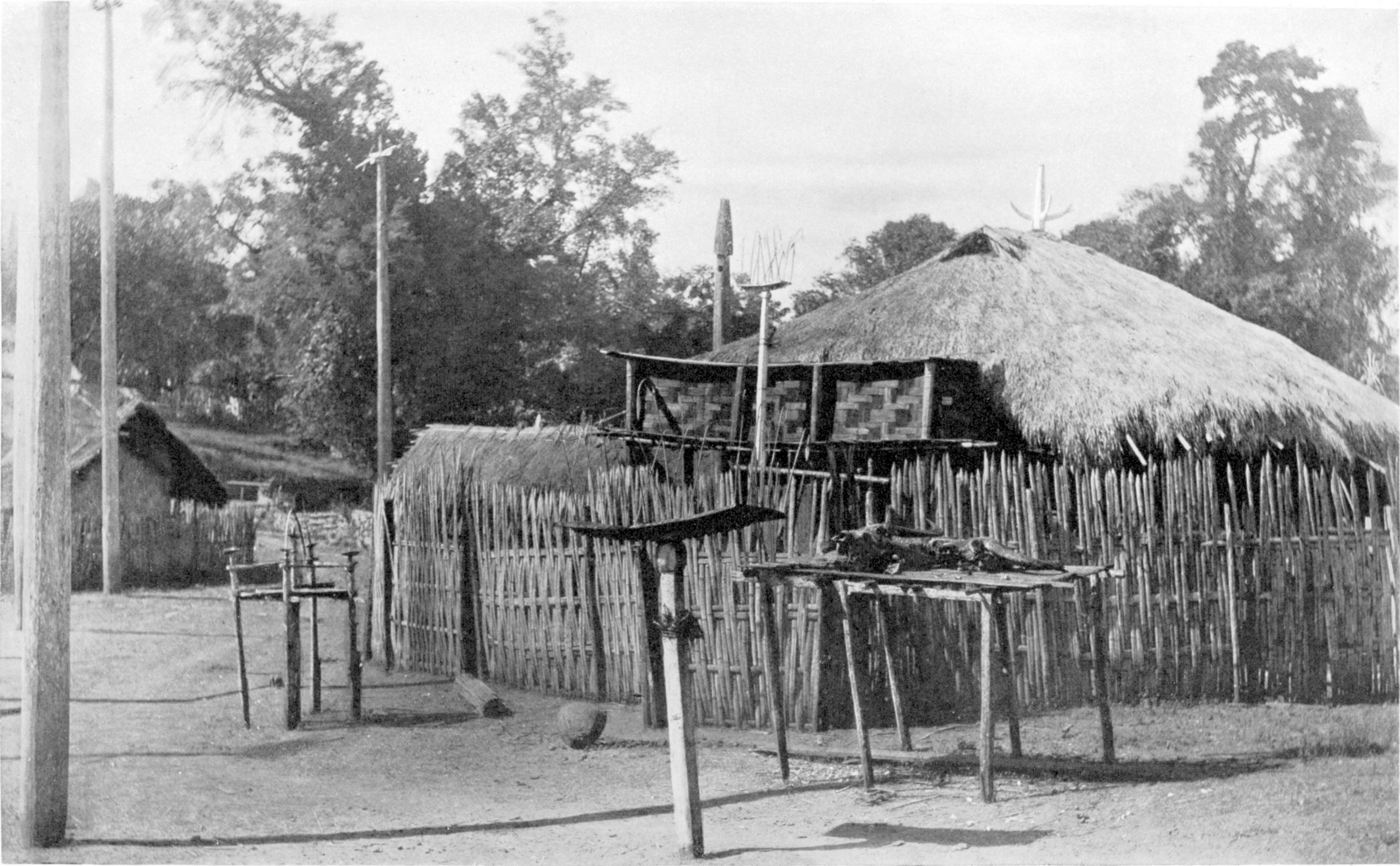
Site pour les sacrifices dans un village karen en 1922.

La religion karen « originelle » est l'Animisme. Ce terme fourre-tout désigne un corpus de représentations et de pratiques magico-religieuses dont le pivot central est la relation avec le monde des esprits qui peuplent le monde naturel : arbres, sources, rochers, etc. L'Homme doit composer en permanence avec ces entités qui peuvent se révéler plus ou moins bien intentionnées. Certains, les Tamokra se  nourrissent du K'la, l'énergie vitale, ce qui se traduit par des maladies, voire la mort. Les enfants en bas âge, les femmes qui se relèvent de couche ou les vieillards sont considérés comme spécialement vulnérables. D'autres esprits peuvent devenir des alliés, voire des divinités protectrices. Certaines personnes, qu'on pourrait désigner comme shamans, sont réputées posséder un don spécifique pour communiquer et commercer avec ces entités. Cependant, tout un chacun nourrit une relation quotidienne avec le monde des esprits à travers le respect de tabous ou la pratique de sacrifices spécifiques. Les langues karenniques recèlent un vocabulaire riche qui permet de différencier une dizaine de concepts différents que les ethnographes occidentaux ont improprement traduit par « âme » ou « esprit ». Ainsi, le B'gha est l'âme familiale, et fait l'objet d'un rite annuel au cours duquel la famille se regroupe autour d'un festin afin de la nourrir. Les Karens Animistes recourent aussi à des pratiques divinatoires et géomantiques pouvant rappeler le Feng Shui chinois, permettant par exemple de définir l'emplacement et l'orientation d'une nouvelle maison.

### Leikei et Talaku
La religion Leikei, aussi désignée sous le nom d'Ariya, compte une dizaine de milliers d'adeptes dans la plaine de Hpa'an et dans le camp de réfugié de Mae La. Autrefois persécuté par le pouvoir birman, ce culte syncrétiste fondé au XIXe mélange des éléments issus de l'Animisme, du Christianisme et du Bouddhisme. Confidentiel malgré le prosélytisme de ses adeptes, le Leikei reconnaît une divinité fondamentale symbolisée par un soleil a douze rayons et appelée Ariya, terme sanskrit emprunté au Bouddhisme. Messianique et millénariste, cette religion a produit une abondante littérature rédigée dans un alphabet indigène dit "grattements de poules". Ce culte est divisé en différentes sectes concurrentes.
Le Talaku est aussi une forme de syncrétisme, d'origine probablement beaucoup plus ancienne puisque le Hpu Chai, le gourou actuel est le douzième de la lignée. Il repose essentiellement sur le respect de la Tradition et implique la prohibition de la consommation de viande d'origine domestique. L'une des pratiques rituelles caractéristiques de ce culte consiste en un cheminement initiatique symbolisant les états successifs de l'âme humaine. La capitale spirituelle des Talakus est située dans le village de Lae Tong Ku, au sud de Um Phang. Un royaume karen Talaku aurait existé dans la région avant d'être absorbé par la Thaïlande sous le règne de Rama V.
Les adeptes de ces deux cultes sont aisément reconnaissables à leur chignon noué sur le front, coiffure traditionnelle des karens. Ces deux cultes sont souvent désignés par les Karens chrétiens ou bouddhistes comme étant "les vrais Karens".

### Bouddhisme theravada
Le Bouddhisme theravada s'est imposé progressivement chez les populations des plaines à partir du XIXe siècle. Largement encouragé (sinon imposé) par les pouvoirs centraux, il est aussi un outil d'assimilation des minorités ethniques. Le prosélytisme est toujours d'actualité, la propagation du Dharma étant considérée comme une bonne action. Côté birman, le Bouddhisme est un facteur de division politique, les Chrétiens ayant, pour des raisons historiques, largement prédominés au sein des élites de la KNU. Cette compétition a eu pour conséquence la création d'une faction dissidente au sein du mouvement rebelle, la DKBA (Democratic Karen Buddhist Army).

### Églises chrétiennes
Il existe aujourd'hui autant d'Églises différentes chez les Karens qu'il a pu y avoir de missionnaires : baptistes et adventistes (américains), presbytériens, anglicans, catholiques. Selon les premiers missionnaires (Judson) leur conversion aurait été facilitée par certains de leurs mythes qui proposent un récit originel proche de celui de la Genèse. Un autre mythe, vraisemblablement popularisé lors de l'épisode de la conversion de Ko Tha Byu par le Dr Judson en 1828, raconte qu'aux temps anciens, Y'wa, le Dieu créateur, vivait avec ses sept fils, représentant chacun l'un des principaux groupes ethniques locaux actuels : l'aîné, le Karen, un Birman, un Thaï... et le benjamin de la fratrie, le "Putiwa", ou petit frère blanc. Y'wa, avant de repartir dans ses contrées célestes, laissa à chacun un livre de la Connaissance qui permit à chacun d'entre eux de fonder une civilisation et un royaume. Hélas, le Karen, travailleur mais pas très futé, perdit ce Livre d'or de la Connaissance ("Li Htoo Li Htie"), ce qui explique qu'il n'ait jamais réussi à fonder un royaume ainsi que ses frères birmans ou thaïs. Le mythe se conclut par la prophétie du retour futur du Putiwa qui ramènerait le Livre et permettrait ainsi aux Karens d’accéder à l'Indépendance (ou la souveraineté). Il est à noter que ce mythe n'est pas particulier aux Karens (on le retrouve aussi chez les Kachins) et qu'il est assez vraisemblable qu'il ait fait l'objet d'une manipulation de la part des missionnaires chrétiens. Au cours du XXe siècle, ce mythe a largement participé à l'élaboration d'une palette de revendications mystico-religieuses, toutes fortement teintées de millénarisme et de nationalisme. Il explique également que la diffusion de la religion ait systématiquement été associée à l'éducation scolaire, la connaissance mystique et technique étant intimement imbriquée dans la culture traditionaliste. Ceci eut pour conséquence qu'un nombre important de convertis passés par les écoles missionnaires accédèrent à des fonctions officielles dans l'administration coloniale britannique, ce qui leur valut bien évidemment un ressentiment important de la part de la population birmane qui considère les ethnies minoritaires comme des semi-animaux (voir l'utilisation des quantitatifs réservé aux animaux à deux pattes).
Les cultes chrétiens ont largement participé à l'acculturation des Karens. De plus, les différentes églises protestantes, largement financées par l'étranger, se livrent à une compétition acharnée. Il semblerait que le catholicisme se soit un peu mieux inculturé. Pascal Koo Thwe, padaung chrétien catholique, raconte dans son autobiographie que lors d'un départ lointain, on célèbre à la fois une messe d'action de grâce et des rites destinés à éviter que le voyageur en quittant sa terre natale ne soit délaissé par son yaula, son ombre d'en-bas.

### Millénarismes
Le contexte karen est propice à l'éclosion de courants millénaristes : l'oppression dont ils font l'objet, l'espoir déçu de la souveraineté, le faible niveau d'éducation, l'imprégnation des mythes et des prophéties eschatologiques, qu'elles soient d'origine indigène, bouddhiste (l'avènement de l'Ariya) ou chrétiennes (l'avènement du Royaume et le retour de Jésus). Ces différentes prophéties se superposent et se mélangent volontiers dans un climat de mysticisme et de crédulité. Tous ces éléments concourent à l'émergence d’événements à forte connotation millénariste. Le plus spectaculaire fut sans aucun doute l'apparition de la God's Army, un groupe d'inspiration évangélique dirigé par deux jumeaux de neuf ans, Johnny et Luther Htoo, né en 1995 dans le Tenasserim, à la suite de la destruction de villages karens par la Tatmadaw dans le cadre de la construction du pipe-line reliant les gisements off-shore du golfe de Martaban à la ville thaïlandaise de Kanchanaburi par le pétrolier français Total. Cet épisode dramatique se conclut par le massacre de 55 civils karens par la IXe Division de l'Armée Royale Thaïlandaise en 2000.

## Traditions culturelles
Les Karens possèdent une abondante tradition orale malheureusement trop peu étudiée, désignée en Karen S'kaw sous le vocable de Hta sei hta la. Ce terme regroupe aussi bien les mythes fondateurs, les contes, des épopées, des prophéties.
Le hta ou poème occupe une place importante dans cette tradition : c'est le moyen d'expression solennel auquel la communauté recourt pour aborder des sujets de discussion d'une importance sociale essentielle, trop controversés ou délicats pour être débattus dans le langage commun. Considéré comme le discours authentique  des ancêtres des jours anciens, il ne saurait être de ce fait contesté. Il semble être la seule forme poétique pratiquée et joue un rôle de régulateur social. Chacun, homme ou femme, peut mémoriser autant de htas qu'il le peut pour exprimer ses avis dans la forme qui convient, quand les circonstances l'exigent. Ses thèmes sont très variés. Il peut aussi bien évoquer le passé de servitude des Karens sous les royaumes birmans que des plaintes, des revendications ou le comportement répréhensible de tel ou tel. Dit ou chanté, il use de divers procédés stylistiques, métaphores, allégories, parallélismes, distiques qui permettent une certaine liberté d'interprétation, et il reflète en cela la mentalité karen qui répugne à exprimer sans détours opinions ou sentiments personnels, attitude qui expose à la réprobation, voire au rejet. Il peut être aussi poème d'amour qu'on s'adressait autrefois lors de la plantation ou de la récolte du riz, aujourd'hui encore lors d'une cérémonie et dans des lettres envoyées à l'aimé(e); son style évite une déclaration trop directe, mais peut le rendre assez énigmatique pour que le (la) récipiendaire recoure à des amis ou des anciens pour son élucidation. Nous, les Padaungs, écrit P. Khoo Thwe, opposant son ethnie à d'autres, "nous ne sommes pas un peuple très subtil, nous parlons sans détour, si bien que ces chansons n'étaient pas bien difficiles à décoder. Par exemple : « Je veux franchir la porte dorée et vénérer les deux pagodes. Serais-tu assez gentille pour me laisser entrer ? ». C'était là une des formules acceptables".

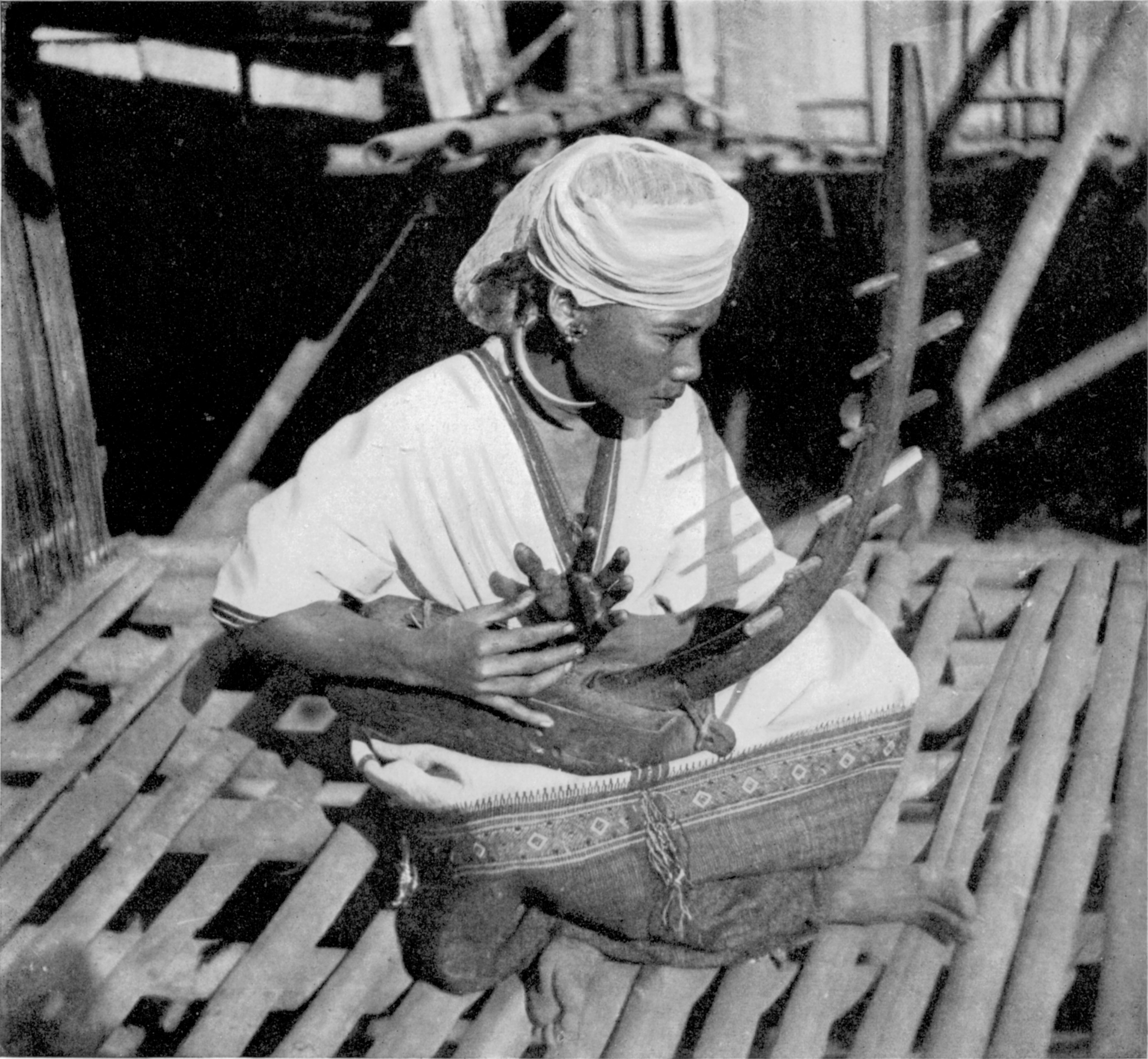
Musicien karen jouant de la harpe ("Tena"), avant 1923.

Une autre manifestation culturelle, d'origine Pwo, est la danse du Dong. L'association des htas et du dong aurait eu à l'origine une fonction de cohésion sociale : le maître du dong écrivait un hta chanté et dansé pour dire les actions répréhensibles d'un membre de la communauté, fût-il le chef de village, et l'amener à prendre acte de sa culpabilité. Durant la période paisible de mon enfance, la danse du dong jouait un rôle important dans le maintien des règles socio-culturelles de la communauté, explique une femme de soixante-quatre ans, vivant dans le camp de réfugiés de Mae La. Ce  dong mong yo ou style de danse traditionnel a disparu, tout en donnant naissance vers les années soixante à une nouvelle forme au rythme plus vif, mais dérivée du sah luh plong dong des Karens animistes, le yin kye mu dong ou culture dong, toujours bien vivante. À partir de 1962, le nouveau pouvoir de Ne Win a voulu en faire, à l'image de la Chine maoïste, un outil de propagande vantant les mérites du socialisme birman, mais les karens se sont réapproprié cette danse. Selon Stern et Stern, elle est à la fin des années soixante l'expression de la fierté d'un village ou d'une région, loisir artistique donnant lieu à des concours entre villages, associé principalement au Nouvel An Karen. Aujourd'hui, dans les communautés d'exilés, elle exprime et renforce la conscience des différents Karens d'appartenir à une même nation, les groupes de danseurs pouvant réunir Sgaws et Pwos, animistes, bouddhistes ou chrétiens. Bien qu'issues des danses classiques birmanes pour leur gestuelle, elles s'en distinguent par une plus grande liberté de mouvement et une plus grande vivacité dans les pas. Les groupes de danses auxquelles Heather MacLachlan a assisté en 2002 au camp de Mae Khong Kho comportent douze hommes et douze femmes, alors que dans les années soixante il n'y avait généralement que des danseuses.
Les instruments de musique sont également des marqueurs identitaires forts : le gwei, une trompe en corne de buffle, et le klo, un tambour de bronze massif réalisé à la cire perdue, figurent sur le drapeau national(iste). Utilisés lors des funérailles et des mariages, leur sons pouvaient porter sur des kilomètres afin d'appeler la communauté à se réunir. Malheureusement pillés par les antiquaires, ils sont devenus objets de rareté. Fait d'alliages d'or et d'argent chez les Padaungs, décoré de figurines de grenouilles, considérées comme des génies tutélaires, il émet des sons ressemblant à des coassements et joue le rôle d'intermédiaire entre les hommes et les esprits de la Nature. Chacun est doté d'un nom comme un être humain ; facteurs de fertilité et de prospérité, ces tambours-grenouilles ou tambours du désir résonnent aussi bien pour faire tomber la pluie que lors d'une naissance, d'un mariage ou d'un décès.
La harpe ("Tena") d'inspiration birmane accompagne souvent la récitation des épopées. La guimbarde en bambou était couramment utilisée dans les rituels de séduction.
Depuis les années soixante-dix, de nombreux styles musicaux se sont imposés au détriment de la Tradition, inspirés du gospel chrétien, du rock, de la country américaine ou du folk thaïlandais.

## Usages et modes de vie

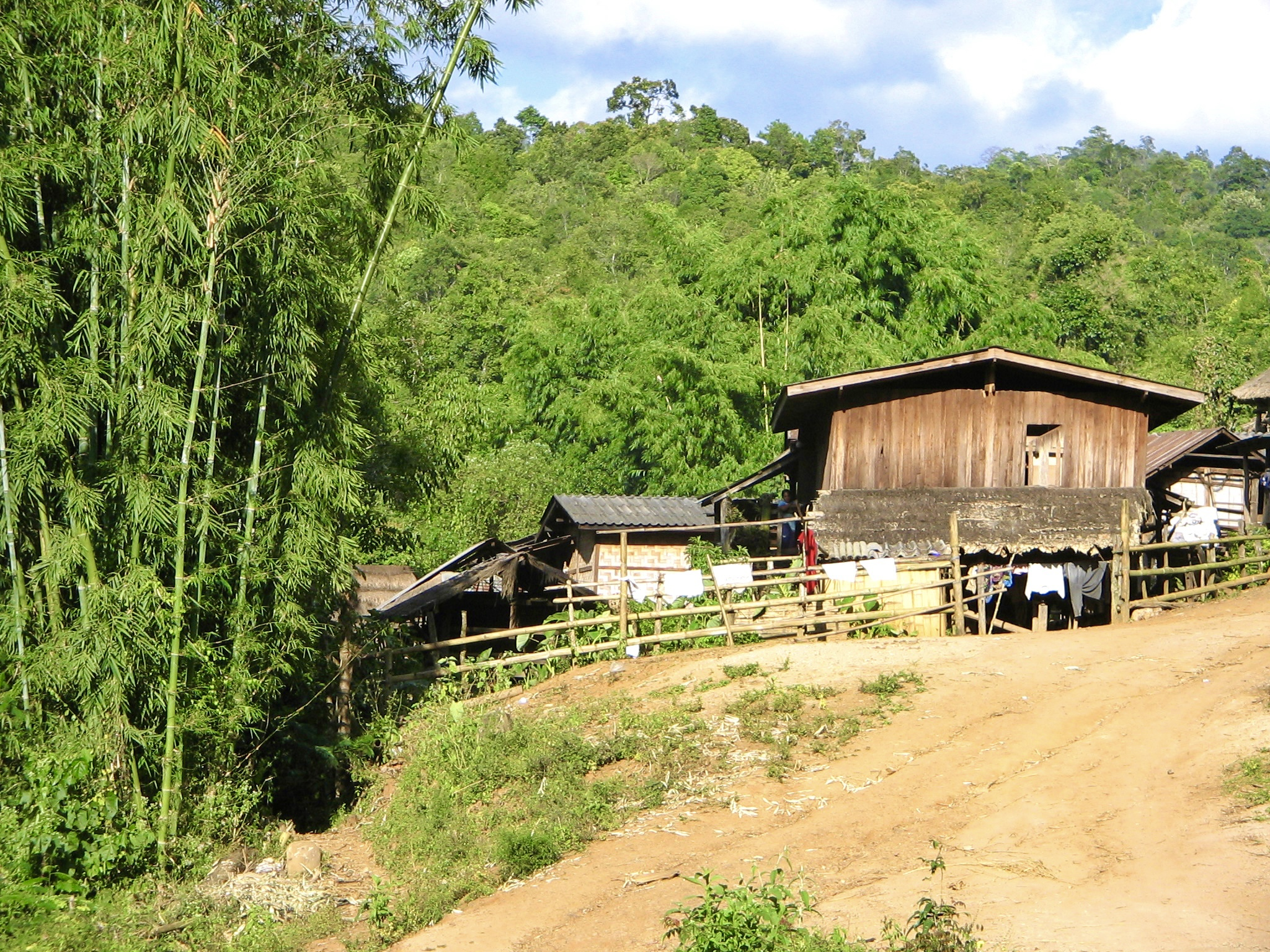
Village karen dans le nord de la Thaïlande (2005).

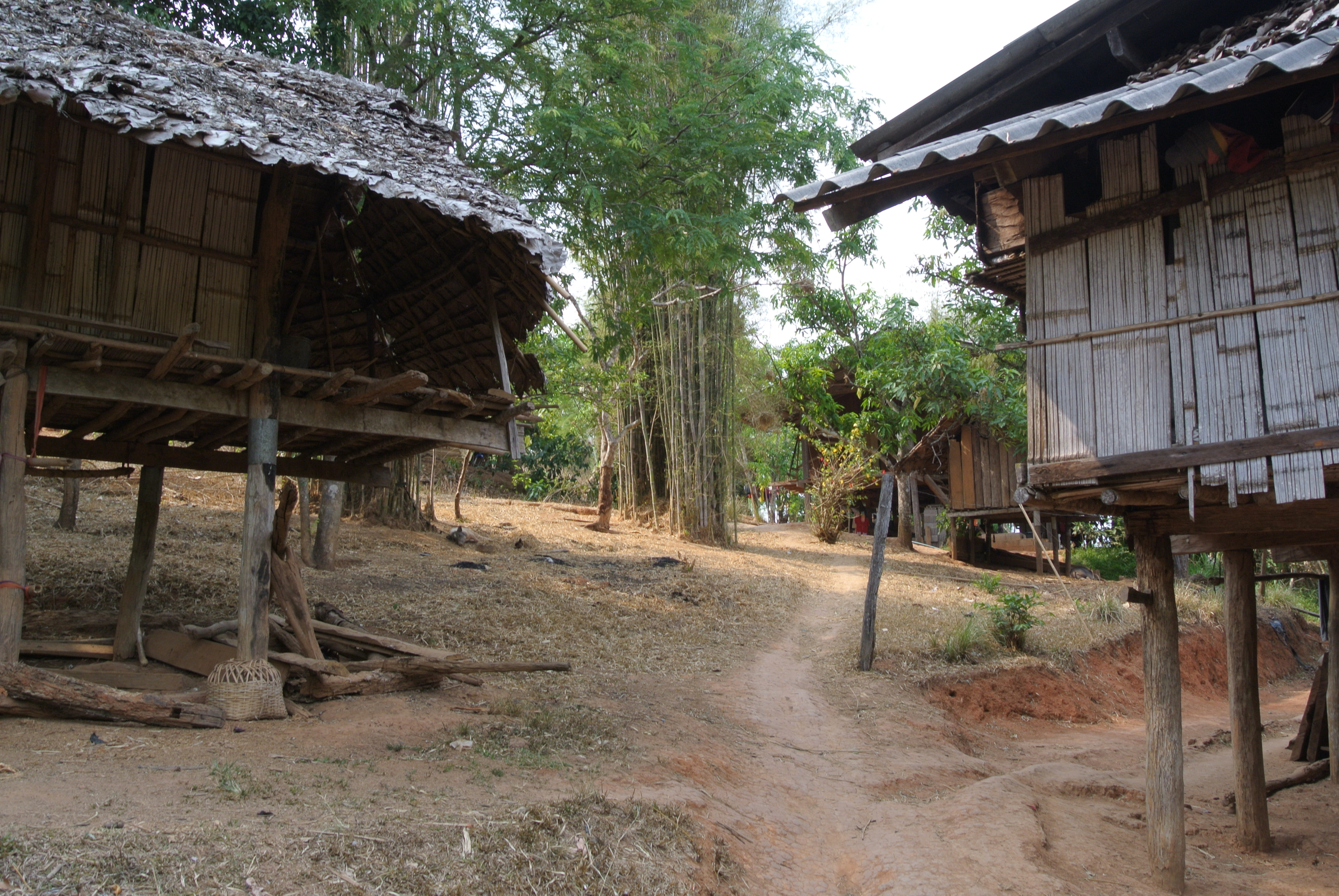
Village karen densément peuplé dans le nord de la Thaïlande.

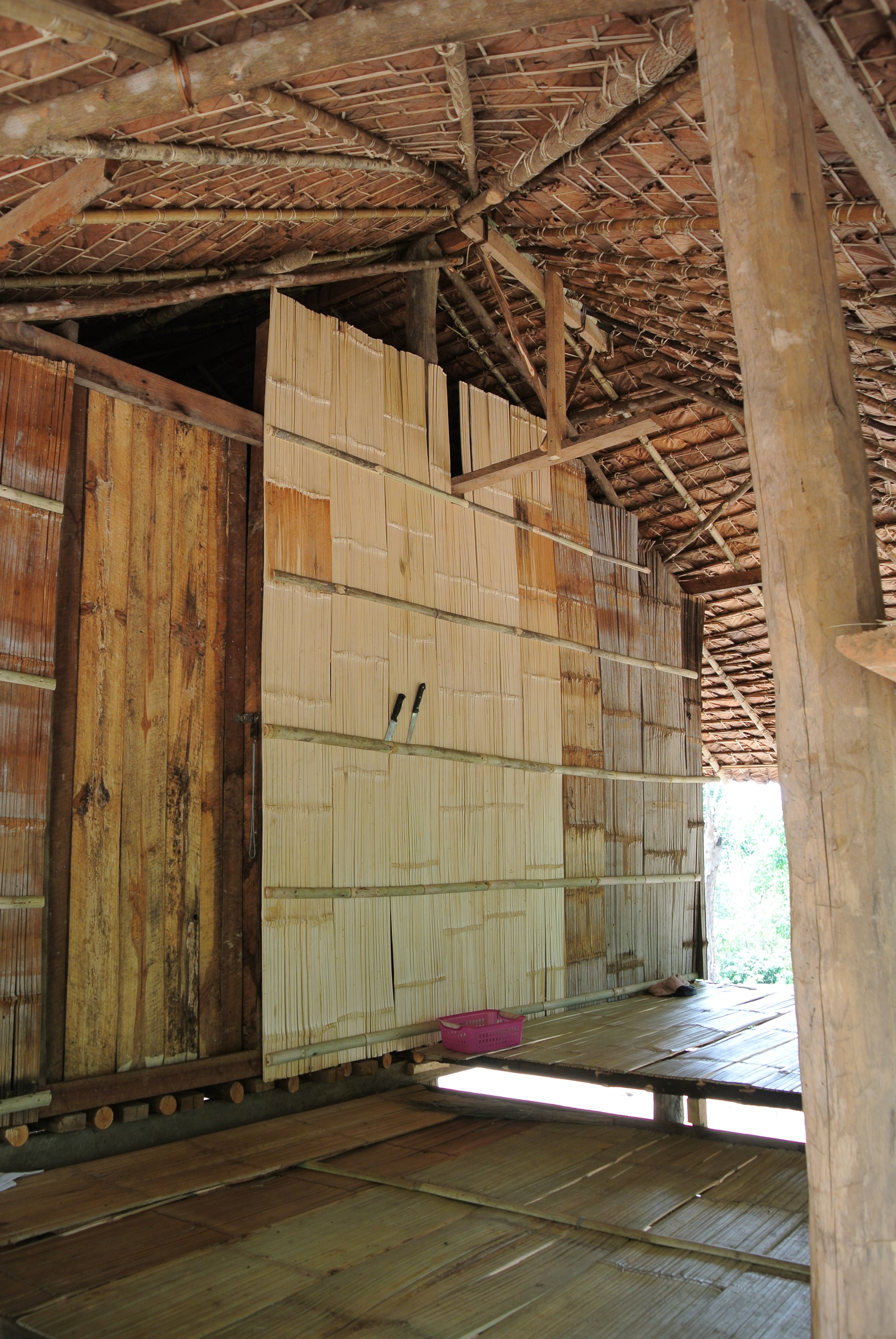
Entrée d'une maison traditionnelle karen.

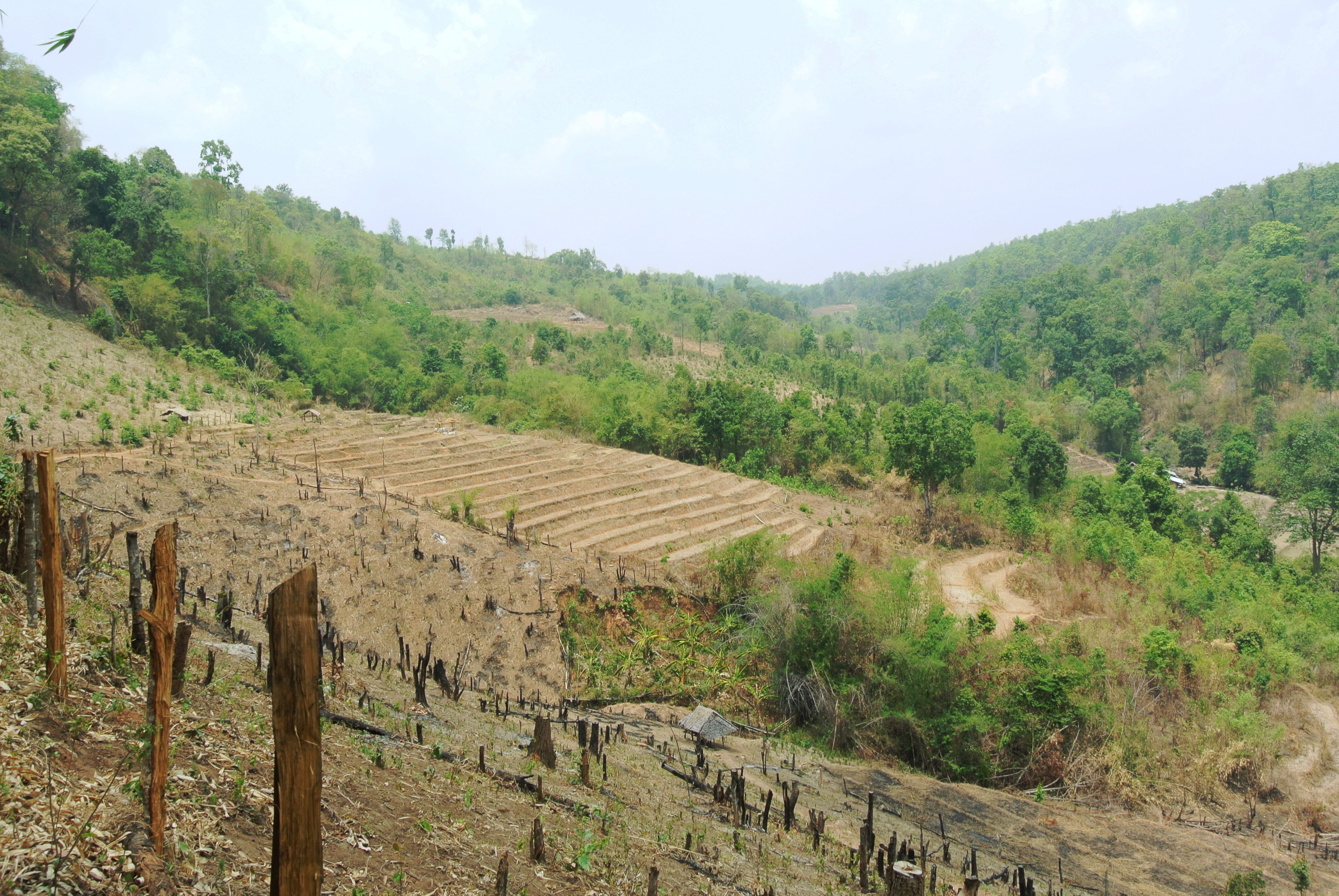
Terres agricoles karen au nord de la Thaïlande : essartage et culture en terrasses.

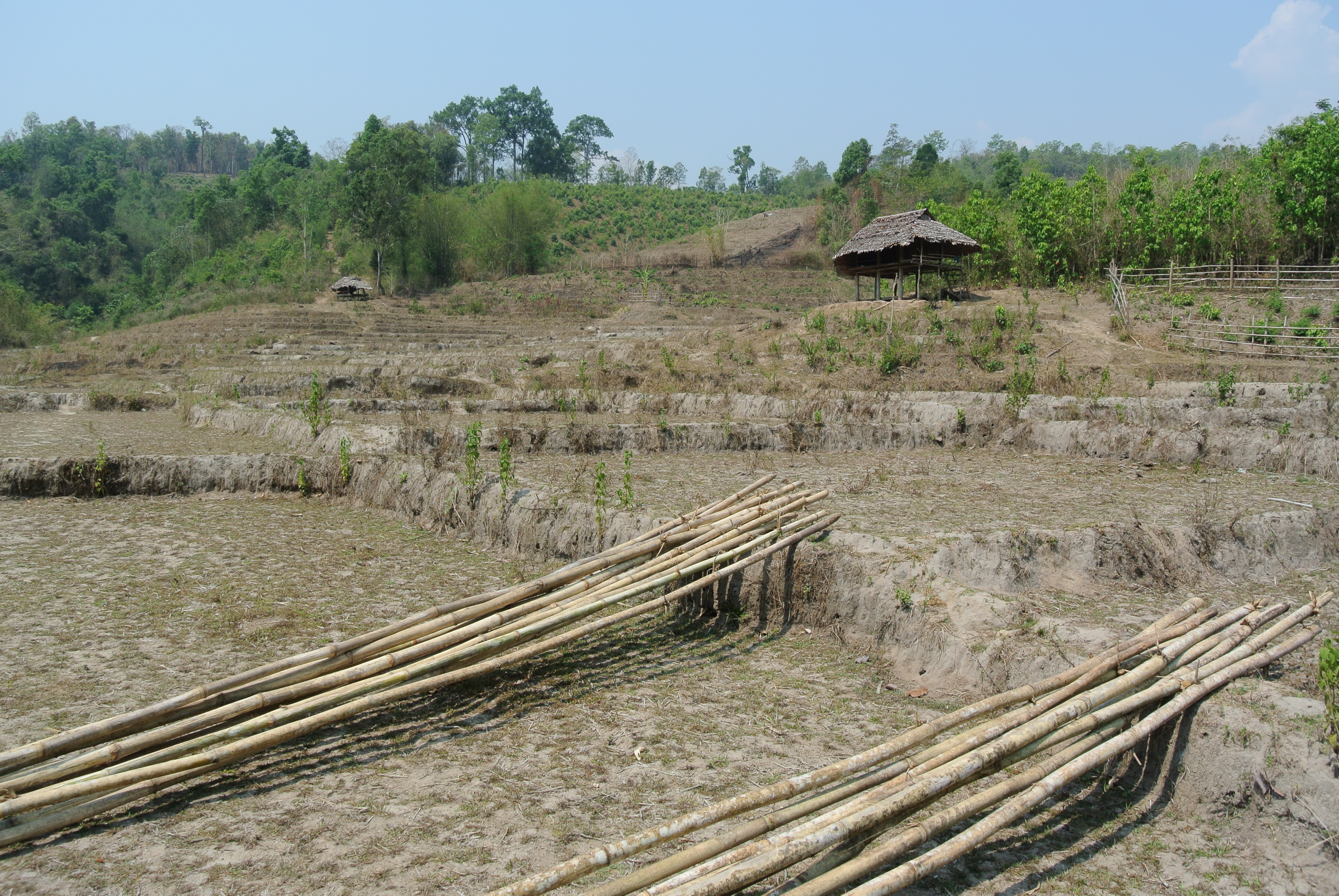
Champs de riz à la fin de la saison sèche au nord de la Thaïlande près du parc national de Doi Inthanon.

Nombreux sont les Karens vivant dans les villes. Les usages et traditions ne se maintiennent intacts que dans les villages relativement isolés.
L'unité socio-économique de base est le noyau familial monogame, vivant largement en autarcie. Sous le même toit vivent les époux, leurs enfants et parfois des grands-parents, en général maternels. L'habitat est uxorilocal, une famille se logeant de préférence dans le voisinage ou dans le village des parents de l'épouse. Il s'agit d'un usage, non d'une règle, l'emplacement des champs pouvant être davantage déterminant. Le fait que le jeune marié, dans l'attente d'un nouveau toit, va demeurer chez les parents de son épouse, et non l'inverse (mais les Padaungs font exception), a conduit à classer un certain temps les Karens parmi les sociétés matrilinéaires, opinion confortée par le rôle prédominant joué chez les Pwos par la femme la plus âgée de la famille dans l'organisation du culte des Ancêtres. Mais l'enfant n'appartient pas davantage à la lignée maternelle qu'à celle du père ; l'héritage est à peu près équitable, les biens meubles revenant aux enfants qui ont déménagé (donc aux fils en général), la maison et les terres à ceux qui restent (les filles et leurs époux, le plus souvent). La conception de la famille, le mode de descendance sont assez semblables à ceux des pays occidentaux, comme à ceux des peuples limitrophes, Birmans, Môns, Thaïs.
De même, le village a le même aspect que ceux de leurs voisins. À sa tête, le hi hki est doté d'un pouvoir socio-religieux, transmis généralement de père en fils et remontant à l'une des familles fondatrices du village. Il est l'intercesseur entre la communauté villageoise et l'Esprit protecteur du territoire, chargé d'organiser les rites agraires. Pour régler les différends de la vie quotidienne, il peut se faire aider d'une sorte de Conseil des anciens.
Traditionnellement, il n'existe pas de noms de famille et il est usuel d'appeler quelqu'un le père de... ou la mère de... suivi du prénom de son fils ou de sa fille (aînée) : Tha Su Mô pour la mère de Tha su, Tha Su Pa pour le père de Tha Su, e ou s'il n'a pas d'enfant Mari de... ou Femme de... On s'adressera aussi à une personne en faisant précéder son prénom d'un titre (Maître, Professeur) ou d'un terme de parenté (Grand-mère, Oncle, Nièce...) qui ne correspond pas nécessairement à une parenté, mais peut être choisi en fonction de l'âge respectif des interlocuteurs, usage commun à bien d'autres peuples de la région.
Le riz et le bambou sont à la base de la vie quotidienne. Les Karens sont avant tout des agriculteurs, pêcheurs et exploitants forestiers, dont l'habileté à diriger les éléphants est renommée. Un de leurs contes leur attribue une origine humaine c'est dire le rapport privilégié qu'ils entretiennent avec cet animal. Dans les plaines alluviales et les vallées les rizières permettent généralement deux récoltes annuelles, alors que la culture sur brûlis est encore pratiquée dans les zones montagneuses. Pour leur consommation personnelle et la vente sur les marchés locaux, les familles cultivent une grande variété de légumes ainsi que du tabac dont les plants sont aussi utilisés pour protéger le riz des insectes nuisibles. Elles élèvent des volailles, des cochons, parfois un ou plusieurs buffles selon leurs moyens. Leur alimentation est constituée de riz, légumes, fruits, plantes et petits animaux de la jungle, agrémentée de piment, de nya-u, le ngape birman, pâte fermentée de poisson, ou de curries préparés avec diverses épices. Certains insectes grillés, jeunes guêpes et hannetons, chenilles vertes, certaines variétés de cigales sont aussi des mets appréciés de certaines ethnies. Comme les Birmans et les Indiens, les Karens consomment un vin de riz et mâchent du bétel.
Les maisons, généralement surélevées sur des pilotis, sont entièrement construites en bambou et recouvertes de feuilles. La pièce ou les pièces donnent sur une galerie à laquelle on accède par un escalier extérieur ; le rez-de-chaussée sert de remise et d'abri pour les animaux. Les plus riches construisaient jadis des demeures en tek, dont le prix est aujourd'hui prohibitif ; la tôle ondulée ou le fibrociment, bien que mal adaptés au climat, peut remplacer le chaume pour des raisons de prestige.
Les vêtements de coton traditionnellement tissés à la main présentent une coupe semblable pour les hommes et les femmes, tout en se distinguant par la longueur, les couleurs, les ornements ; ils sont principalement constitués d'une tunique, hsé plô pour les hommes, hsé mô htou pour les femmes et d'un pagne, té kou, drapé autour de la taille, plus long pour les femmes ni kou, l'un et l'autre de couleurs variées, ornées de lignes ou de bandes horizontales brodées. Celles-ci, mais parfois les hommes aussi, peuvent porter des turbans colorés. Autres ornements féminins, les colliers de perls de couleur ou de graines de larmes de Job, boucles d'oreilles, bracelets faits parfois de pièces de monnaie. Les jeunes filles sont vêtues avant leur mariage d'une longue robe blanche.
Il existe bien sûr des variantes propres aux diverses sous-ethnies, c'est la raison pour laquelle Birmans ou Européens ont donné à certaines d'entre elles des appellations dues à la couleur dominante de leurs vêtements : Le rouge domine de fait chez les Karennis (ni signifie rouge en birman), le noir ou le bleu foncé chez les Pa-os, mais le blanc n'est caractéristique d'aucun groupe. Les hommes Padaungs aiment porter le pantalon qui les distingue des Birmans, si l'on en croit P.Khoo Thwe décrivant son grand-père : « Il portait toujours un turban rayé noir et blanc, un pantalon ample, un hwan seng (chemise sans col) et une tunique birmane noire ». C'est aussi dans cette seule ethnie que certaines femmes portent ces anneaux de cou, "longues tiges faites d'un alliage d'argent, de laiton et d'or, enroulées plusieurs fois autour du cou, d'où le terme de femmes-girafes dont les ont affublées les étrangers et qu'elles considèrent comme péjoratifs. Contrairement à une idée reçue, ces colliers peuvent être ôtés sans dommage, le cou n'étant pas étiré, mais le paraissant du fait du creusement des épaules ; c'est le cas de beaucoup de femmes âgées que les Padaungs christianisés appellent les ex-anges de cuivre. D'autre part, cet ornement est réservé aux filles nées un jour considéré comme propice, le premier anneau étant posé vers cinq ans, puis rallongé avec la croissance.
Le port de ces tenues varie d'une région à l'autre : tradition bien vivante là où elles symbolisent une nationalité (davantage sans doute au Myanmar qu'en Thaïlande), vêtements réservés ailleurs aux fêtes et cérémonies ou simples éléments de folklore instrumentalisés par les pouvoirs en place. Les Karens sont nombreux désormais à porter le longyi birman ou les vêtements occidentaux, jeans, T-shirts... Il n'est pas rare d'ailleurs que les jeunes générations mêlent tradition et modernité.

## Les Karens dans la fiction
- Le film américain John Rambo, réalisé par Sylvester Stallone en 2007, met en scène le conflit entre les Karens et la junte militaire birmane.
- En 2011, l'intrigue du film français Largo Winch 2, tout comme celle des bandes dessinées de Largo Winch La Forteresse de Makiling / L'Heure du Tigre (1997) dont il est adapté, se déroule en territoire karen.
- En 2012, l'histoire du dessin animé Sam et les Monstres de feu (titre original anglais : Echo Planet, en thaï เอคโค่ จิ๋วก้องโลก) commence dans un village karen. Les héros de ce dessin animé sont le jeune scout Sam, la jeune fille Karen Nora et son petit frère Luka.
- En 2017, d'après une histoire vraie, All Saints, de Steve Gomer détaille comment les réfugiés Karens anglicans ont sauvé l'église épiscopale US en difficulté[48].